# ジャン・ケルアック

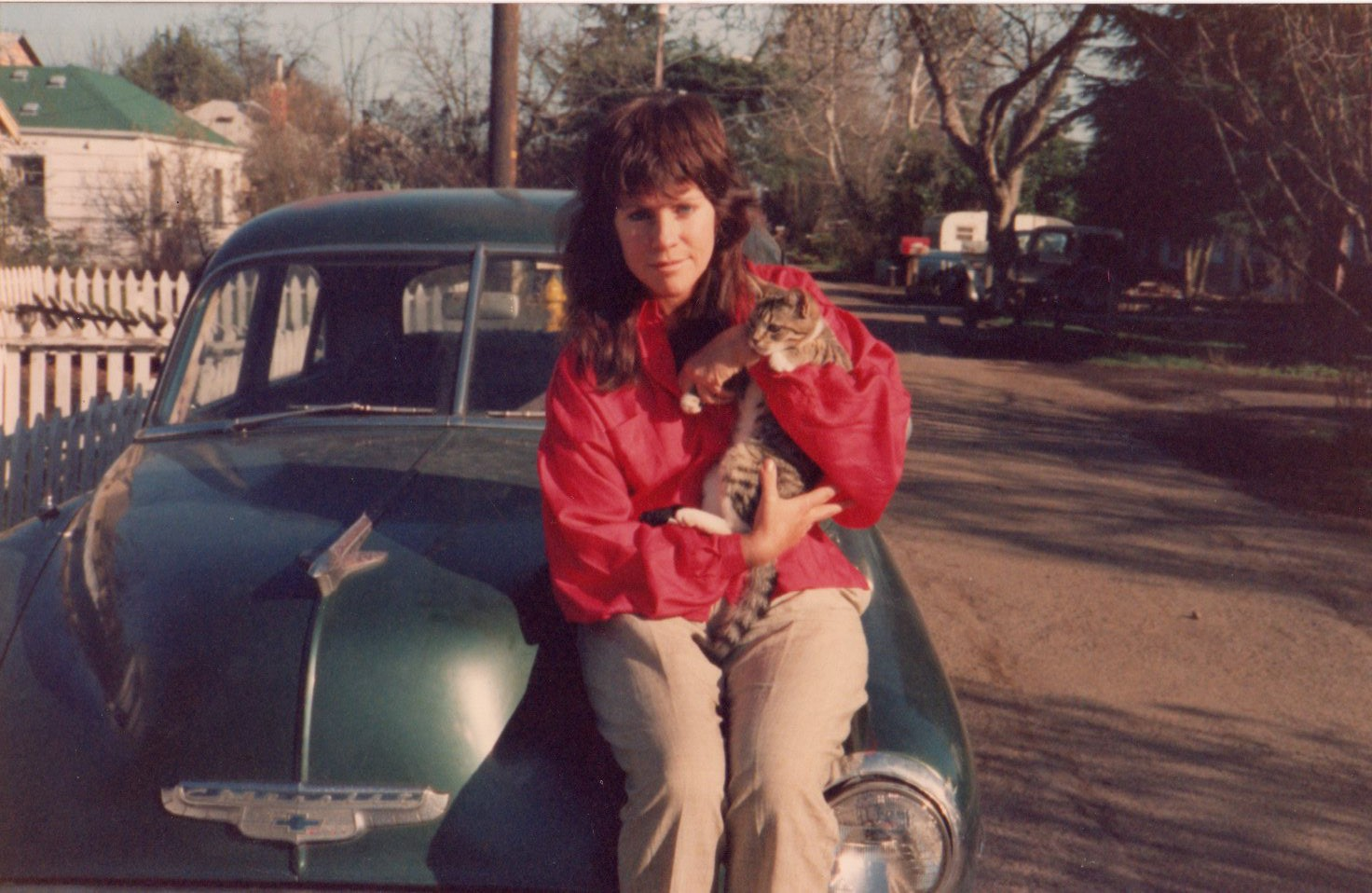
ジャン・ケルアック。1983年ユージーンにて。

ジャネツ・ミシェル・ケルアック (Janet Michelle "Jan" Kerouac, 1952年2月16日 - 1996年6月5日) は、ビッベ・ハンセンと1964年に結成されたガールグループThe Whippetsの歌手 であった人物。

アメリカの作家でビート・ジェネレーションの作家として知られるジャック・ケルアックとJoan Haverty Kerouacの娘である。 

ケルアックの父親はパタニティを打ち消した。お父さん二度娘さんを会いました。